# Poul Bundgaard
Poul Arne Bundgaard (født 27. oktober 1922 i Hellerup, død 3. juni 1998 i Gentofte) var en dansk skuespiller og sanger. Gift med kgl. solodanserinde Kirsten Bundgaard.
Poul Bundgaard var aktiv både på teatret og i spillefilm. Bundgaard debuterede i 1947 på Nørrebros Teater. 1958-73 var han operasanger ved Det Kongelige Teater, fra 1969 tillige skuespiller samme sted. Filmrollen som tøffelhelten Kjeld Jensen i Olsen-banden-filmene var hans vel nok mest kendte rolle. Den nervøse Kjeld er gift med den lettere feministiske og virkelighedsfjerne Yvonne, der som filmene skrider frem dominerer ham mere og mere. Sammen har Yvonne og Kjeld i øvrigt den lidt sløve og langhårede søn Børge.
Den nervøse Kjelds bidrag til alle Egons (Ove Sprogøe) geniale kup omfatter blandt andet at lægge hus til Olsen-Bandens planlægninger, samt at bære diverse remedier i sin uundværlige jordemodertaske. Af og til får han nok af Egons grovheder og får sagt Egon og Benny et par sandheder. I en enkelt af filmene stikker han ovenikøbet Egon en lussing, da denne bliver for uforskammet.
Bundgaard medvirkede i alt i 67 film, hvoraf kan nævnes Slå først, Frede (1965), som han fik en Bodil for (bedste birolle), Martha (1967), Mig og Mafiaen (1973), Onkel Joakims hemmelighed (1967), Sønnen fra Vingården (1975) og Hærværk (1977), som han også fik en Bodil for bedste birolle.
Poul Bundgaard var også sanger, hvilket man kunne erfare i bl.a. Emil Reesens Farinelli, på tv, og på en hel række af pladeindspilninger i den "lette" genre. Så sent som i 1996 indsang han Bella Notte på en Walt Disney-CD. Han lagde også stemme til opfinderen Maurice, Belles far, i Skønheden og Udyret.
Poul Bundgaard døde af nyresvigt i 1998, 75 år gammel, midt under optagelserne til den absolut sidste Olsen-banden-film – Olsen-bandens sidste stik. Tommy Kenter sprang til og overtog rollen som Kjeld med Kurt Ravn som Kjelds stemme. Poul Bundgaard blev begravet på Mariebjerg Kirkegård i Gentofte. Han var frimurer.

## Filmografi
| År   | Titel                                 | Rolle                              | Noter        |
| ---- | ------------------------------------- | ---------------------------------- | ------------ |
| 1944 | Teatertosset                          | skuespiller på teatret             | debutfilm    |
| 1947 | Lise kommer til byen                  | fotograf assistent                 |              |
| 1947 | My name is Petersen                   | studerende                         |              |
| 1947 | Mani                                  |                                    |              |
| 1948 | I de nye Nætter                       | Danser med Sussi                   |              |
| 1949 | Støt står den danske sømand           | styrmand                           |              |
| 1950 | Lynfotografen                         | Petersen, fotograf på Billedrevyen |              |
| 1954 | Det er så yndigt at følges ad         | Erik                               |              |
| 1954 | Et eventyr om tre                     | Poul, isenkræmmerkommis, sanger    |              |
| 1956 | Vi som går stjernevejen               | sanger                             |              |
| 1957 | Lån mig din kone!                     | portieren                          |              |
| 1961 | Poeten og Lillemor i forårshumør      | bagersvenden                       |              |
| 1965 | Een pige og 39 sømænd                 |                                    |              |
| 1965 | Slå først, Frede                      | Kolick, chefens højre hånd         |              |
| 1966 | Soyas tagsten                         |                                    |              |
| 1966 | Pigen og greven                       | skuespiller                        |              |
| 1966 | Tre små piger                         | greve Ramboe                       |              |
| 1966 | En tagsten i ho'det                   | Tvebo                              |              |
| 1966 | Flagermusen                           | Falkes sangstemme                  |              |
| 1967 | Smukke Arne og Rosa                   |                                    |              |
| 1967 | Min kones ferie                       |                                    |              |
| 1967 | Elsk din næste                        | Niels Røls, piccolo, tubavirtuos   |              |
| 1967 | Martha                                | Alf, 2. Maskinmester               |              |
| 1967 | Nyhavns glade gutter                  | Søren, kok på øresundsbåd          |              |
| 1967 | Far laver sovsen                      | Herbert's forlægger                |              |
| 1967 | Jeg - en marki                        |                                    |              |
| 1968 | Det var en lørdag aften               | hr. Olsen                          |              |
| 1968 | Olsen-banden                          | Kjeld Jensen                       |              |
| 1968 | Soldaterkammerater på bjørnetjeneste  | menig 615                          |              |
| 1969 | Den røde rubin                        |                                    |              |
| 1969 | Der kom en soldat                     |                                    |              |
| 1969 | Olsen-banden på spanden               | Kjeld Jensen                       |              |
| 1969 | Ta' lidt solskin                      |                                    |              |
| 1969 | Sjov i gaden                          |                                    |              |
| 1970 | Rend mig i revolutionen               |                                    |              |
| 1971 | Ballade på Christianshavn             |                                    |              |
| 1971 | Olsen-banden i Jylland                | Kjeld Jensen                       |              |
| 1972 | Takt og tone i himmelsengen           |                                    |              |
| 1972 | Olsen-bandens store kup               | Kjeld Jensen                       |              |
| 1973 | Mig og Mafiaen                        |                                    |              |
| 1973 | Olsen-banden går amok                 | Kjeld Jensen                       |              |
| 1974 | Nøddebo Præstegård                    |                                    |              |
| 1974 | Olsen-bandens sidste bedrifter        | Kjeld Jensen                       |              |
| 1975 | Olsen-banden på sporet                | Kjeld Jensen                       |              |
| 1975 | I Tvillingernes tegn                  |                                    |              |
| 1975 | Sønnen fra Vingården                  |                                    |              |
| 1976 | I Løvens tegn                         |                                    |              |
| 1976 | Olsen-banden ser rødt                 | Kjeld Jensen                       |              |
| 1976 | Et isoleret tilfælde                  | Kjeld Jensen                       | reklamefilm  |
| 1976 | Brand-Børge rykker ud                 |                                    |              |
| 1977 | Olsen-banden deruda'                  | Kjeld Jensen                       |              |
| 1977 | Agent 69 Jensen i Skorpionens tegn    |                                    |              |
| 1977 | Hærværk                               | Den Evige Kjær                     |              |
| 1978 | Olsen-banden går i krig               | Kjeld Jensen                       |              |
| 1978 | Honning Måne                          |                                    |              |
| 1978 | Agent 69 Jensen i Skyttens tegn       |                                    |              |
| 1979 | Olsen-banden overgiver sig aldrig     | Kjeld Jensen                       |              |
| 1980 | Undskyld vi er her                    | direktør Multi-Max                 |              |
| 1981 | Olsen-bandens flugt over plankeværket | Kjeld Jensen                       |              |
| 1981 | Olsen-banden over alle bjerge         | Kjeld Jensen                       |              |
| 1982 | Det parallelle lig                    |                                    |              |
| 1982 | Felix                                 |                                    |              |
| 1983 | Med lille Klas i kufferten            |                                    |              |
| 1984 | Midt om natten                        | politiker Kai Buhmann              |              |
| 1984 | Nissebanden                           | slagter                            | julekalender |
| 1985 | Walter og Carlo - op på fars hat      | Ateza                              |              |
| 1987 | Kampen om den røde ko                 | godsejer                           |              |
| 1988 | Elvis Hansen - en samfundshjælper     | Alex von Porter                    |              |
| 1989 | Nissebanden i Grønland                | sognerådsformand                   | julekalender |
| 1990 | Manden der ville være skyldig         | psykiater                          |              |
| 1990 | Casanova                              | Ben Ali                            |              |
| 1991 | The Julekalender                      | Gammel Nok                         | julekalender |
| 1998 | Olsen-bandens sidste stik             | Kjeld Jensen                       |              |

## Bøger om Poul Bundgaard
- Poul Bundgaard: Livet er skønt (1988)
- Poul Bundgaard: Til mine børnebørn – bedstefar fortæller (1997)
- Centa Clemmensen: Kære Poul (1998)
- Jacob Wendt Jensen: Meget mere end Kjeld fra Olsenbanden – en biografi om Poul Bundgaard (2022), ISBN 978-87-973720-0-5

## Lydbog indlæst af Poul Bundgaard
- Poul Bundgaard: Livet er skønt (1989)